# Bujarda

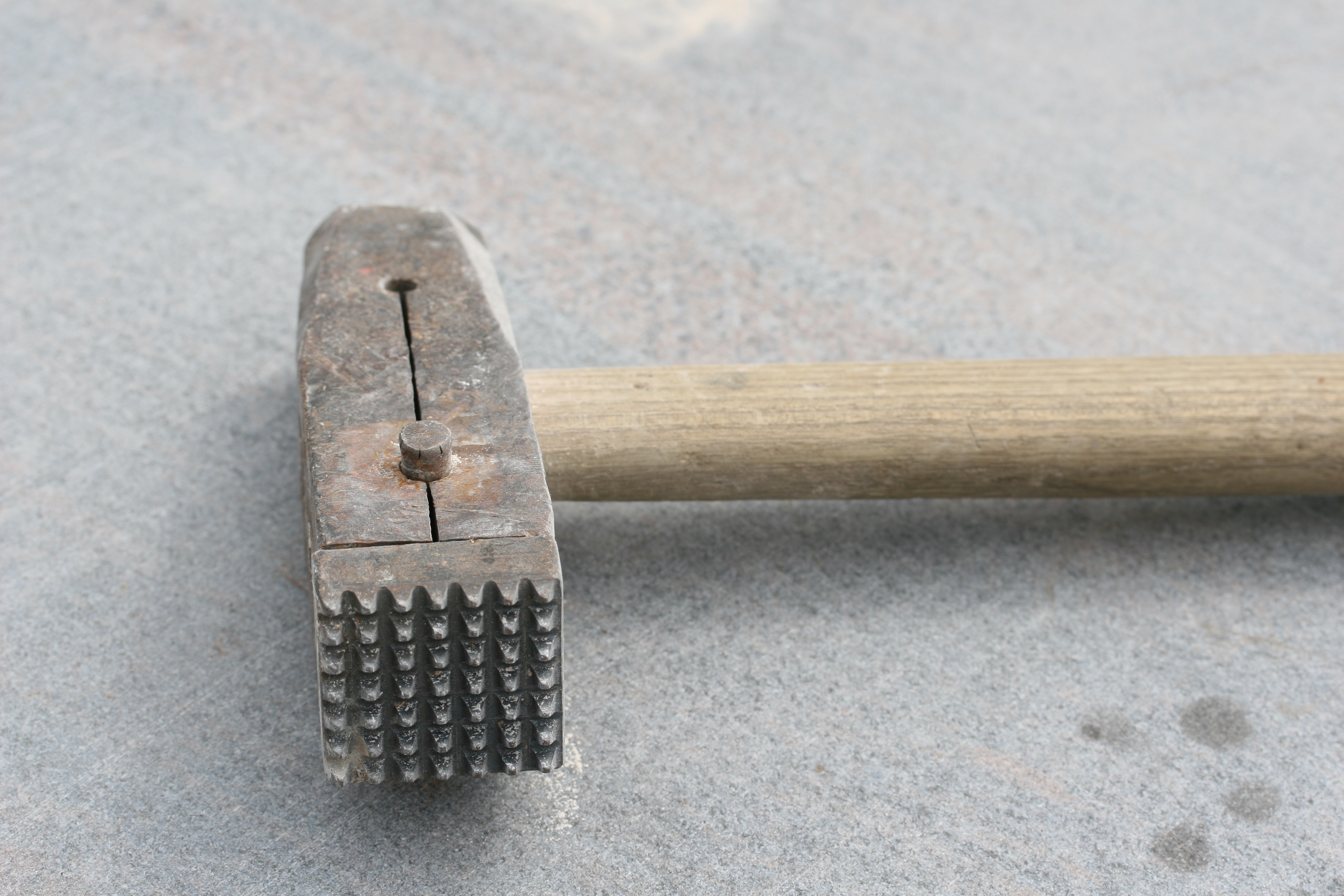
Bujarda de cabezas intercambiables.

La bujarda es una herramienta empleada en cantería para labrar la piedra. Se utiliza para acabados en superficies que se desean rugosas.
Se trata de un martillo de dos bocas cuadradas cubiertas por una rejilla de dientes. Al golpear repetidamente con esta herramienta se logra un acabado muy vistoso cuya rugosidad depende del tamaño de los dientes de la bujarda.
Las bujardas antiguas estaban hechas de una sola pieza de acero. En el siglo XX se crearon las bujardas de cabezas intercambiables con diferentes tamaños de dientes. En la mayoría de los trabajos han sido sustituidas por máquinas más automáticas: las abujardadoras.
- Datos: Q945874